# 平成二十三年三月十一日に発生した東北地方太平洋沖地震に伴う原子力発電所の事故により放出された放射性物質による環境の汚染への対処に関する特別措置法
平成二十三年三月十一日に発生した東北地方太平洋沖地震に伴う原子力発電所の事故により放出された放射性物質による環境の汚染への対処に関する特別措置法（へいせいにじゅうさんねんさんがつじゅういちにちにはっせいしたとうほくちほうたいへいようおきじしんにともなうげんしりょくはつでんしょのじこによりほうしゅつされたほうしゃせいぶっしつによるかんきょうのおせんへのたいしょにかんするとくべつそちほう、平成23年8月30日法律第110号）は、2011年（平成23年）3月11日に発生した東北地方太平洋沖地震に伴う福島第一原子力発電所事故による放射性物質で汚染されたがれきや土壌などの処理に関する日本の法律である。略称は放射性物質汚染対処特措法。
同年8月30日に公布され、一部を除き同日施行した。

## 概要
2011年（平成23年）3月11日に発生した東北地方太平洋沖地震に伴う福島第一原子力発電所の事故により、福島県を中心として、東北地方で広域的な放射性物質による汚染が生じることとなった。それにより、日常の生活環境からの被曝や食品を通じた被曝などが懸念されたが、一方では放射性物質を含む廃棄物などの処理の問題が深刻化することとなった。
放射性物質による汚染については安全面での万全を期す必要などがあり、放射性物質の汚染に関する基準や汚染された災害廃棄物を適切に処理する方法を科学的かつ具体的に定めるには一定程度の時間が必要である、ということから、環境省は関係省庁と相談した上で、同年5月2日付「 福島県内の災害廃棄物の当面の取扱い」にて暫定的に汚染されたおそれのある災害廃棄物の処分を当面保留する趣旨の通知を行い、同月に「災害廃棄物安全評価検討会」を立ち上げ、そこで基準及び処理方法を検討することとした。
ところで、原発事故による汚染の実態が不明であった当初は主に福島県内の災害廃棄物が放射性廃棄物として問題視されていたが、先に顕在化したのは下水汚泥の問題であり、5月1日に福島県内の下水処理場から発生する下水汚泥及びその焼却灰等の放射能濃度が高いことが報告され、その後福島県外からも同様の報告事例が相次ぐなどという事態となっていた。そこで、6月16日には（環境省ではなく）原子力災害対策本部から関連省に「放射性物質が検出された上下水処理等副次産物の当面の取り扱いに関する考え方」が通知された。同通知においては、8,000Bq/kg以下の上下水処理等副次産物を通常の管理型処分場で埋め立て可能とする技術基準が示されており、環境省を含む各関連省はそれに基づいて方針を策定することとなった。
環境省では、災害廃棄物安全評価検討会での検討を重ね、上記の6月16日付原子力災害対策本部発出通知文書も踏まえながら、6月23日に「 福島県内の災害廃棄物の処理の方針」を発出した。この通知において、上下水処理等副次産物と同様に、8,000Bq/kgまでの放射性物質を含む廃棄するものであれば管理型処分場で埋立可とする基準が、環境省から示されることとなった。
以上のように、放射性物質に汚染された廃棄物の処理については当初、環境省を中心に廃棄物処理法の「廃棄物」の概念の領域を拡張させることで対処されていた。しかしながら、当然それには限界もあり、新たな法的枠組みとして、災害廃棄物安全評価検討会での検討の結果を踏まえた上で、放射性物質に汚染された廃棄物の処理と土壌等の除染の二本柱からなるこの法律が8月30日に公布され、及び一部の規定を除き同日に施行することとなった。
原発事故が原因の環境汚染に対処する初めての法律である。なお、除染は、この法律に基づき、国や市町村等が中心となって実施することとされた。

## 構成
- 第1章　総則（第1条―第6条）
- 第2章　基本方針（第7条）
- 第3章　監視及び測定の実施（第8条）
- 第4章　事故由来放射性物質により汚染された廃棄物の処理及び除染等の措置等
  - 第1節　関係原子力事業者の措置等（第9条・第10条）
  - 第2節　事故由来放射性物質により汚染された廃棄物の処理（第11条―第24条）
  - 第3節　除染等の措置等（第25条―第42条）
- 第5章　費用（第43条―第45条）
- 第6章　雑則（第46条―第59条）
- 第7章　罰則（第60条―第63条）
- 附則

## 骨子
1．目的
この法律は、平成二十三年三月十一日に発生した東北地方太平洋沖地震に伴う原子力発電所の事故により放出された放射性物質（事故由来放射性物質）による環境の汚染が生じていることに鑑み、事故由来放射性物質による環境の汚染への対処に関し、国、地方公共団体、原子力事業者及び国民の責務を明らかにするとともに、国、地方公共団体、関係原子力事業者等が講ずべき措置について定めること等により、事故由来放射性物質による環境の汚染が人の健康又は生活環境に及ぼす影響を速やかに低減することを目的とする（第1条）。
2．責務
(1) 国は、これまで原子力政策を推進してきたことに伴う社会的な責任を負っていることに鑑み、事故由来放射性物質による環境の汚染への対処に関し、必要な措置を講ずるものとする（第3条）。
(2) 地方公共団体は、事故由来放射性物質による環境の汚染への対処に関し、国の施策への協力を通じて、当該地域の自然的社会的条件に応じ、適切な役割を果たすものとする（第4条）。
(3) 関係原子力事業者（事故由来放射性物質を放出した原子力事業者）は、事故由来放射性物質による環境の汚染への対処に関し、誠意をもって必要な措置を講ずるとともに、国又は地方公共団体が実施する事故由来放射性物質による環境の汚染への対処に関する施策に協力しなければならない（第5条第1項）。
(4) 関係原子力事業者以外の原子力事業者は、国又は地方公共団体が実施する事故由来放射性物質による環境の汚染への対処に関する施策に協力するよう努めなければない（第5条第2項）。
(5) 国民は、国又は地方公共団体が実施する事故由来放射性物質による環境の汚染への対処に関する施策に協力するよう努めなければならない（第6条）。

## 定義

### 除染特別地域
国によって指定される「除染等の措置等」を実施する必要がある地域として環境省令で定める要件に該当する地域を「除染特別地域」という（第25条）。また、除染特別地域を指定したときには、各市町村等と協議した上で「特別地域内除染実施計画」を定めなければならない（第28条）。
具体的には、事故後1年間の積算線量が20ミリシーベルトを超えるおそれがあるとされた「計画的避難区域」と、福島第一原子力発電所から半径20km圏内の「警戒区域」を指す。

### 汚染状況重点調査地域
国によって指定される、地域内の事故由来放射性物質による環境の汚染状態が環境省令で定める要件に適合しないまたは適合しないおそれが著しい地域で、地域内の事故由来放射性物質による環境の汚染の状況について重点的に調査測定をすることが必要な地域（除染特別地域を除く）を「汚染状況重点調査地域」という（第32条）。
追加被爆線量が年間1ミリシーベルト以上の地域を含む市町村を指定する。指定を受けた市町村は、必要に応じて重点的な調査測定を実施して実際に除染を行っていく「除染実施区域」を定めたうえで、当該区域についての「除染実施計画」を策定する。

### 中間貯蔵施設
同法に基づく基本方針（抄）事故由来放射性物質による環境の汚染への対処の基本的な方向
国は、できるだけ速やかに除染等の措置等（土壌等の除染等の措置並びに除去土壌の収集、運搬、保管及び処分をいう。以下同じ。）及び事故由来放射性物質により汚染された廃棄物の処理を実施する必要があることを踏まえ、基準等の設定を行うものとする。
中間貯蔵施設（相当量の土壌及び廃棄物を一定の期間安定的に集中して貯蔵及び管理する施設をいう。以下同じ。）及び最終処分場の確保やその安全性の確保については、国が責任を持って行うものとする。

### 関連法
- 原子力災害対策特別措置法
- 原子力損害の賠償に関する法律
- 廃棄物の処理及び清掃に関する法律